# الجريب (المهرة)

تعديل مصدري - تعديل

الجريب هي إحدى قرى مديرية المسيلة التابعة لمحافظة المهرة، بلغ تعداد سكانها 62 نسمة حسب تعداد اليمن لعام 2004.